# 海峡群岛国家公园

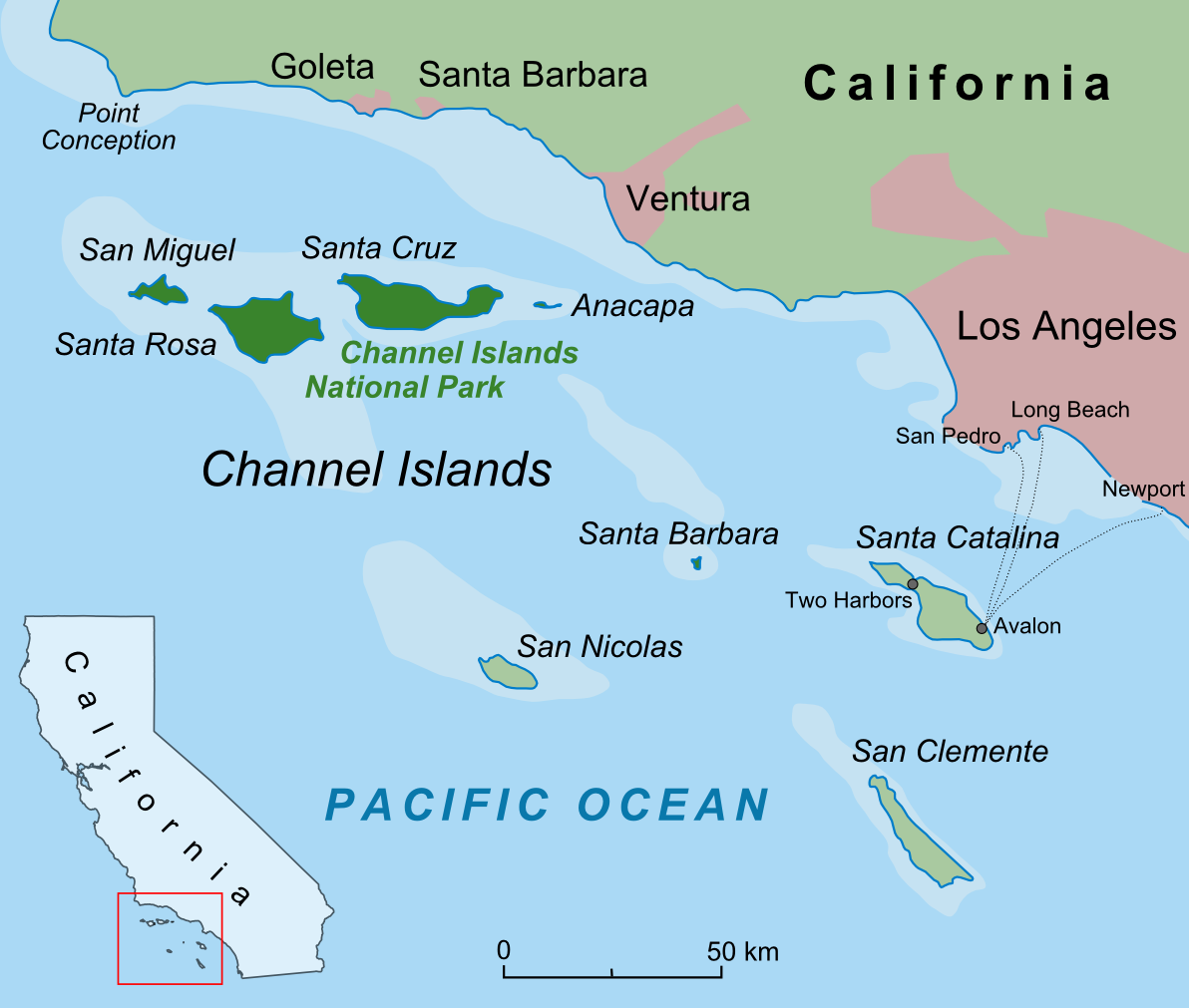
海峡群岛地图

海峽群島國家公園（英語：Channel Islands National Park）是由美國南加州太平洋海面上的一系列島嶼（8个海峡群岛中的5个）組成，與洛杉磯遙遙相望。因為景觀特殊，富有特有的動植物而被列為國家公園，其中最特別的是島嶼灰狐，乃灰狐（Grey Fox）的特有亞種。公園的一半面積處於海域，因此海峽群島國家公園保護了豐富的海洋生態，包括了多種類的鯨豚、海獅、海豹、海獺、鯊魚，此外還有海藻林。如果沒有私人飛機或遊艇，那麼參觀海峽群島國家公園則必須由文圖拉市坐船前往。虽然这些岛屿离人口稠密的南加州海岸很近，但因為海峽的隔絕，一般遊客不易到達，因此此公園是美國國家公園中遊客較少造訪的公園。由於船期有限，島嶼又各具特色，因此參觀海峽群島國家公園需要至少一整天時間。國家公園的承包商“島上運貨人”定期會有船隻前往各島嶼。海峡群岛国家公园占了联邦政府所拥有的79018英亩（31977公顷）中的249561 英亩（100994 公顷）的地。美国自然保育协会拥有并管理该公园内最大的岛屿——圣克鲁斯岛76%的面积。
海峡群岛国家公园是各种各样重要的自然资源的栖息地以及文化资源的发祥地。1938年，该公园被指定为美国国家天然胜地，并于1976年被指定为国家生物圈保护区。1980年3月5日，该公园晋升为国家公园。

## 地理
海峡群岛国家公园内的岛屿沿南加州海岸向外延伸，从圣塔巴巴拉市附近的康塞普申角延伸到洛杉矶附近的圣佩德罗。该公园的总部和罗伯特·约翰·拉戈马锡诺游客中心位于文图拉市。
海峡群岛国家公园由249354英亩（100910公顷）组成，其中一半在太平洋中，以及包括以下的岛屿：
- 聖米格爾島 9,325英畝（3,774公頃）
- 聖羅莎島 52,794英畝（21,365公頃）
- 安那卡帕島 699英畝（283公頃）
- 聖巴巴拉島 639英畝（259公頃）
- 聖克魯斯島 60,645英畝（24,542公頃）：76%歸美國自然保育协会管理，而24%归国家公园管理局管理。

## 动植物
海峡群岛国家公园内有2000多种植物和动物。然而，只有三种哺乳动物是该群岛的特有物种，其中之一就是會携带辛诺柏汉他病毒（sin nombre hantavirus）的拉布拉多白足鼠（Peromyscus maniculatus）。斑臭鼬、海峡群岛狐狸和岛屿栅栏蜥蜴也是海峡群岛的特有物种。该公园内的其它动物包括圣岛丛鸦、港海豹、加州海狮、島嶼灰狐、岛屿夜蜥蜴、仓鸮（俗名猴面鹰）、美国红隼、角百灵、西草地鹨以及加州褐鹈鹕。这些物种中的145种是该群岛所仅有，世界上其它地方至今没有发现。海洋生物的范围则从微观的浮游生物至生活在地球上最大的动物——濒临灭绝的蓝鲸。考古和文化资源的持续时间超过1万年。

## 游览量
海峡群岛国家公园的主岛游客中心的年度游览人数达30万。到各个岛屿和水域观光的游客量则较低些，每年大约有3万游客前往各个岛屿，而另外仅约6万游客前去各个水域。虽然大部分游客于夏天前去观光，迁徙的灰鲸和壮观的野花展览吸引了冬季和春季的游客。秋季是前往海峡群岛国家公园的最佳时间。除此之外，还有潜水，因为那些日子通常风和日丽，海水也清澈可人。圣克鲁斯岛上的露营是一项很受欢迎的活动，游客们到达北岸的囚犯港并住在山谷外。2009年4月6日，一个新的岛屿游客中心在圣克鲁斯岛上的蝎子牧场开始營運。

## 娱乐活动
海峡群岛国家公园提供了各种各样的休闲活动。坐单人划子穿越海蝕洞就是最流行的娱乐活动之一。身负背包的徒步旅行、露营、日间徒步旅行、斯库巴潜水和鱼叉捕鱼都是游客们愿意玩的最精彩的娱乐活动。海峡群岛国家公园以其复杂、美丽以及数量众多的海岸洞穴而负有声望。以海洋环境和利用渡船为基础，圣克鲁斯岛的蝎子锚地（Scorpion Anchorage）是该公园日间游客和露营者们游览最多之地。因为这样一个独特的生态系统，公园管理人员由于不断变化的海洋环境而向没有经验的游客们建议：当游览海峡群岛国家公园时，他们应该小心谨慎。岛上有导游服务和提供装备的服务。

## 圖片集

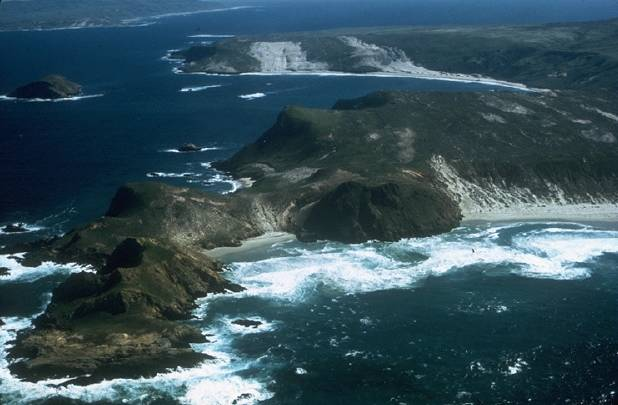
海峡群岛国家公园
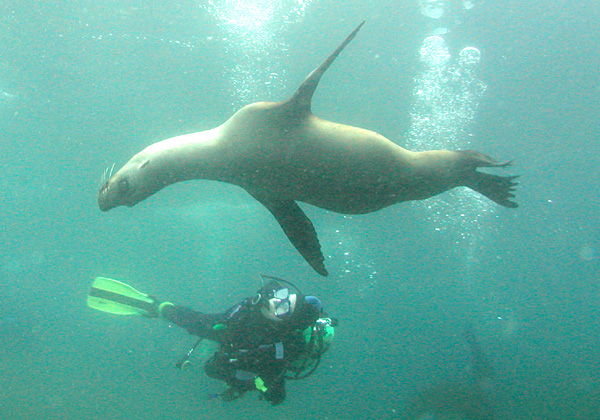
安那卡帕島的潜水员和雏海狮
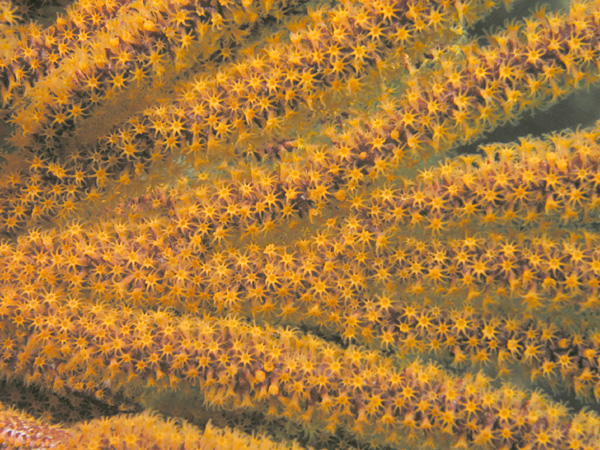
安那卡帕島的柳珊瑚